# Together (software)
Together (voorheen Borland Together) is een visueel ontwikkelingspakket (IDE) van Micro Focus. Het wordt geïmplementeerd als een collectie van Eclipse-plug-ins, terwijl het voorheen een volledig afzonderlijk product was.
Together bevat een UML 1.4-ontwerpprogramma.

## Geschiedenis
Het product is ontwikkeld door TogetherSoft, dat in 2003 overgenomen werd door Borland. Het product stamt af van JBuilder.
Borland werd in 2009 overgenomen door Micro Focus.

## Ondersteuning
De IDE biedt ondersteuning voor Java, C#, C++ en VisualBasic.NET. Een belangrijk onderscheid met andere IDE's is dat Together ook gericht is op het ontwerpen van applicaties (use cases, klassendiagrammen) zonder deze reeds te hoeven implementeren.